# Île Guidoiro Pedregoso
L'Île Guidoiro Pedregoso, (en espagnol Isla Guidoiro Pedregoso  et en galicien Illa do Guidoiro Pedregoso), fait partie d'un petit archipel situé à l'est de la commune et île galicienne d'Arousa, en Espagne.

## Description
Située à l'ouest de l'île Guidoiro Areoso, elle fait partie du Complexe intermareal Umia-O Grove, une réserve naturelle englobant diverses îles et îlots composant un archipel avec l'Île de La Rúa et le sud de l'île d'Arousa.
Elle a une superficie de 5,6 ha et est constituée de falaises et parsemée de plaques de sable, notamment dans sa partie ouest. Elle est plus élevée que sa voisine Guidoiro Areoso et possède plus de végétation, principalement herbacée. Les rats y abondent et c'est un lieu de nidification pour le goéland leucophée, la mouette tridactyle et le cormoran, entre autres oiseaux aquatiques et marins.